# Robinsonella pilosissima
Robinsonella pilosissima är en malvaväxtart som beskrevs av Paul Arnold Fryxell. Robinsonella pilosissima ingår i släktet Robinsonella och familjen malvaväxter. Inga underarter finns listade i Catalogue of Life.